# Friedrich Hennemann
Friedrich Hennemann (* 17. April 1936 in Worpswede; † 28. Juli 2020 in Bremen) war ein deutscher Manager und politischer Beamter. Er war Bremer Senatsdirektor und von 1987 bis 1995 Chef der Werft Bremer Vulkan.

## Biografie
Hennemanns Vater war Flugzeugmonteur; Friedrich war der älteste von vier Brüdern. Die Schule verließ er mit der mittleren Reife und absolvierte anschließend bei einer Bremer Seehafenspedition eine Lehre als Verkehrskaufmann. Ab 1956 war Hennemann kaufmännischer Angestellter beim Norddeutschen Lloyd in Bremen. Berufsbegleitend besuchte er ab 1958 das Abendgymnasium und holte so im Februar 1961 sein Abitur nach. Anschließend absolvierte er in der Bremer Schiller-Apotheke ein pharmazeutisches Praktikum und begann 1963 das Studium der Pharmazie an der TH Karlsruhe. Ab 1966 studierte er in Karlsruhe mit einem Stipendium der Volkswagenstiftung Wirtschaftswissenschaften. Mit einer Dissertation über „Organisationsstruktur und Produktion im Ausland“ wurde er 1971 zum Dr. rer. pol. promoviert. Anschließend war er in der chemischen Industrie tätig.

### Politische Aktivitäten
Hennemann wurde 1968 Mitglied der SPD.
In den 1970er Jahren wurde Hennemann Mitarbeiter im Staatsdienst des Landes Bremen. Er war von 1973 bis 1976 als Senatsdirektor Stellvertreter von Gesundheitssenator Herbert Brückner (SPD). 1976 schlug er die Ernennung von Aribert Galla (SPD) zum Verwaltungs-Direktor des Zentralkrankenhauses St.-Jürgen-Straße vor, der zuvor keine Erfahrung in der Krankenhausverwaltung hatte. Von 1976 bis 1987 war er Stellvertreter des Senators für Wirtschaft und Außenhandel Dieter Tiedemann (SPD), ab 1979 unter Karl Willms (SPD) und von 1983 bis 1987 unter Werner Lenz (SPD); sein Nachfolger wurde Frank Haller. In seine Amtszeit fiel 1983 der Zusammenbruch der AG Weser, einer Tochterfirma der Friedrich Krupp AG. Der Konkurs resultierte unter anderem aus weltweiten Überkapazitäten im Schiffbau.
Ab 1995 erhielt er als ehemaliger Beamter eine monatliche Pension in Höhe von umgerechnet 5000 Euro vom Land Bremen. Die Zahlungen wurden jedoch später eingestellt, da „die vertraglichen Voraussetzungen“ entfallen seien. Eine Klage dagegen, die Hennemann durch alle Instanzen bis zum Bundesverwaltungsgericht durchzog, blieb 2005 erfolglos.
2018 kandidierte Friedrich Hennemann als 82-jähriger erfolglos gegen Sascha Karolin Aulepp für den Vorsitz des SPD-Landesverbands Bremen. Bereits 2016 hatte Hennemann eine Kandidatur für dieses Amt beabsichtigt.

### Vorstandsvorsitzender der Bremer Vulkan AG
1987 wurde Hennemann an die Spitze des Bremer Vulkan berufen. Im siebten Jahr seiner Vulkan-Herrschaft beschäftigte Hennemann knapp 26.000 Leute. Das Unternehmen musste 1996 Konkurs anmelden. Das Verfahren gegen Hennemann wegen des Verdachts des Subventionsbetruges wurde 2010 aus Mangel an Beweisen eingestellt. Hintergrund des Strafverfahrens waren Subventionsgelder, die Hennemann (Vulkan) für den Erwerb von Ostwerften in Stralsund, Rostock und Wismar erhalten hatte. Das Geld floss in ein Finanzmanagement-System. Durch den Konkurs der Vulkan-Werft wurden allerdings auch die Subventionsgelder als Rücklagen vernichtet. Die Staatsanwaltschaft erkannte darin den Tatbestand der Untreue verwirklicht, denn Hennemann konnte eine unmittelbare Zurverfügungstellung der Subventionsgelder für die Ostwerften nicht mehr gewährleisten. Nach 14 Prozess- und Revisonsjahren wurde 2010 auf Antrag der Staatsanwaltschaft das Verfahren durch das Bremer Landgericht eingestellt.